# ناتان پینسون
ناتان پینسون (اسپانیایی: Nathán Pinzón‎؛ ۲۷ فوریهٔ ۱۹۱۷ – ۱۵ اوت ۱۹۹۳) بازیگر و فیلم‌نامه‌نویس اهل آرژانتین بود.
او یکی از بازیگرانی بود که طولانی‌ترین دوران فعالیت را در سینمای آرژانتین داشت؛ چراکه فعالیت خود را در سال ۱۹۳۶ با فیلم سانتوس وگا به کارگردانی لوئیس موگلیا بارت آغاز کرد و آخرین فیلمش سفر به کارگردانی فرناندو سولاناس در سال ۱۹۹۲ بود؛ یعنی ۵۶ سال بعد. بازی او در فیلم‌های کمدی مانند حمله مرد نامرئی (۱۹۶۷) به کارگردانی مارتین رودریگِس منتاستی، که در آن «در نقشی عجیب و غریب بسیار خوب ظاهر شد»، در خاطر مانده است. همچنین در آثار دراماتیکی مانند خون‌آشام سیاه (۱۹۵۳) به کارگردانی رومان وینیولی بارِتو، که یکی از منتقدان آن را «نقش زندگی‌اش... در آفرینش شخصیتی با بیانی بسیار دشوار» توصیف کرده است، یا در فیلم هیولا باید بمیرد (۱۹۵۲) با همان کارگردان، که در آن «یکی از شرورترین شخصیت‌های تاریخ سینمای آرژانتین» را به تصویر کشیده بود.
از فیلم‌ها یا برنامه‌های تلویزیونی که وی در آن نقش داشته‌است می‌توان به کنت مونت کریستو و بخش اورژانس اشاره کرد.